# هندوکش
هندوکُش که در متون قدیمی با نام قفقاز هم شناخته میشود، رشته‌کوهی به طول تقریبی ۸۰۰ کیلومتر در بخش‌های مرکزی افغانستان و نواحی مرزی افغانستان و پاکستان است که از مرکز افغانستان تا شمال پاکستان امتداد یافته‌است. این رشته‌کوه مانند کوه‌های آسیای مرکزی جوان و تازه می‌باشد که در حال رشد و بزرگ شدن هستند و زلزله‌های را که از خود بروز می‌دهد موضوع تجدید و نموی آن را به حقیقت نزدیک می‌سازد.
این رشته‌کوه به دنباله رشته کوه‌های هیمالیا از نواحی پامیر داخل افغانستان می‌شود و از طرف شمال شرق به امتداد جنوب غرب افتاده‌است که بعد از گذشتن از بدخشان در دره بامیان ختم می‌گردد.
کوه‌های هندوکش سرحد انفصال بین حیوانات تحت قطبی و تحت استوای است.
طول هندوکش در حدود ۸۰۰ کیلومتر و ارتفاع متوسط این رشته‌کوه ۵۰۰۰ متر است. هندوکش به دو قسمت شرقی و غربی تقسیم می‌شود، هندوکش غربی نسبت به هندوکش شرقی کوچک‌تر است و دره معروف پنجشیر در دامنه جنوب شرقی آن موقعیت دارد. بلندترین قله این کوه تیراجمیر در منطقه چترال پاکستان موقعیت دارد که ارتفاع آن از سطح آب دریا ۷۷۵۰ متر است و بلندترین قله آن در خاک افغانستان نوشاخ است که ۷۴۸۵ متر از سطح دریا ارتفاع دارد. نواحی مرتفع این کوه تقریباً همیشه پوشیده از برف است.

## نام
نام این کوه در زبان اوستایی به‌صورت (پویا ری سینا)، در فارسی میانه (اپارسین)، در یونانی (پاروپامیزوس) و در سانسکریت سیند آمده‌است. فردوسی نیز در شاهنامه یازده بار از کوه هند یا هندوکوه نام گرفته‌است که قطعه زیر توسط فردریک رویکرت از آلمانی برگردان شده‌است:
چنین بدنبشته که بر کوه هندگیاهیست چینی و چورو پرند
ز پستی برآمد به کوهی رسیدیکی بی‌کران ژرف دریا بدید
ابن بطوطه در ۱۳۳۳ میلادی از این کوه دیدن نموده و در بیان وجه تسمیه آن چنین گفته‌است:
در راه ما کوهی واقع بود که هندوکش نامیده می‌شد؛ یعنی قاتل هندوها. چون بردگان و کنیزکانی را که از هند می‌آوردند، اغلب از شدت سرما و یخبندان در این کوه‌ها تلف می‌شوند؛ نام آنرا هندوکش نهاده‌اند.

## ساختمان
منطقة شمال شرق افغانستان از دوره تونین به اندازه بالغ بر هفت هزار متر بالا رفته و یکی از شدیدترین حرکات نیوتکتونیک در جهان می‌باشد. مرکز یا محور این منطقه بلند رفته از شمال شرق بطرف جنوب غرب به امتداد دهلیز افغانی، سلسله کوه‌های هندوکش، بابا و پاراپامیز عبور می‌نماید.
قسمت زیاد بدخشان، پامیر جنوبی و مرکزی نسبت به سطح هموار قبل از دوره نیوجن به اندازه ۵–۶ هزار متر صعود نموده‌است. تحلیل مناطق یادشده نشان می‌دهد که قسمت بالا رفته هندوکش بیضوی شکل بوده طول ۸۰۰ کیلومتر و عرض ۱۵۰ کیلومتر را داراست.

## جغرافیا

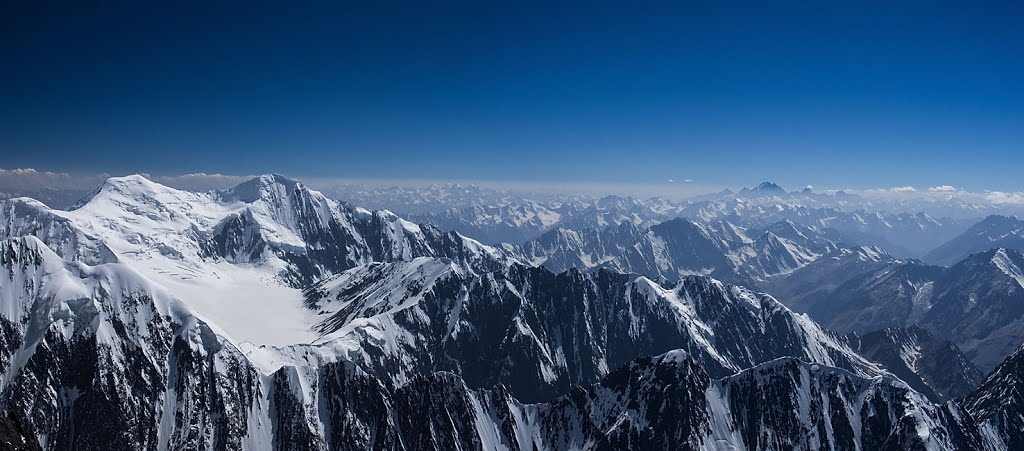
نوشاخ دومین قله مرتفع هندوکش با ۷٬۴۹۲ متر (۲۴٬۵۸۰ فوت) بعد از تراجمیر است که در ولایت بدخشان افغانستان واقع شده‌است.

این رشته کوه از دید ارتفاع، بعد از هیمالیا مرتبه دوم را در جهان داراست. مزایای این رشته‌کوه برای افغانستان آنقدر زیاد و حیاتی است که همان‌طور که نیل را تحفه مصر دانسته‌اند، هندوکش را هم تحفه افغانستان دانست. هرگاه این رشته کوه وجود نمی‌داشت افغانستان کاملاً به بیابان تبدیل می‌شد.
هندوکش به دو قسمت شرقی و غربی تقسیم می‌شود.

### هندوکش شرقی
این رشته کوه از دره زیباک الی کوتل خاواک امتداد داشته، ۳۶۰ کیلومتر طول دارد. اوسط ارتفاع آن از ۶۰۰۰ الی ۷۰۰۰ متر می‌باشد که بلندترین قله آن تیراجمیر، ۷۷۵۰ متر از سطح دریا بلند است و در چترال پاکستان واقع شده‌است. مرتفع‌ترین قله آن در خاک افغانستان نوشاخ است که ۷۴۸۵ متر از سطح دریا بلند است و در ولایت بدخشان واقع شده‌است.
میزان بارندگی هندوکش شرقی نسبت به غربی کمتر است اما چون در ساحه مونسون تابستانی قرار گرفته‌است مقدار اعظمی بارندگی آن بین ۷۰۰ الی ۱۰۰۰ میلی‌متر است که بیشتر در تابستان مشاهده می‌شود. شمال هندوکش عاری از پیداوار مهم نباتی است، اما دامنه‌های جنوبی آن جنگلات فراوان دارد که بین ارتفاع ۹۰۰ متر الی ۴۰۰۰ متر واقع شده‌است.

### هندوکش غربی
این رشته کوه از کوتل خاواک الی بند امیر امتداد داشته، ۲۴۰ کیلومتر طول دارد. اوسط ارتفاع آن از ۴۵۰۰ متر بلندتر نیست. بلندترین قله آن چتپال است که ۵۴۲۹ متر از سطح دریا ارتفاع دارد.
میزان بارندگی هندوکش غربی نسبت به شرق بیشتر است، چون هوای مرطوب اتلانتیک به آن نفوذ می‌کند. سالانه بین ۴۰۰ الی ۸۰۰ میلی‌متر باران در دامنه‌های آن فرود می‌آید که بیشتر در زمستان مشاهده می‌شود. دامنه‌های آن پوشیده از علفزارها و جنگلات است که مناسب تربیه حیوانات است.

### رودها

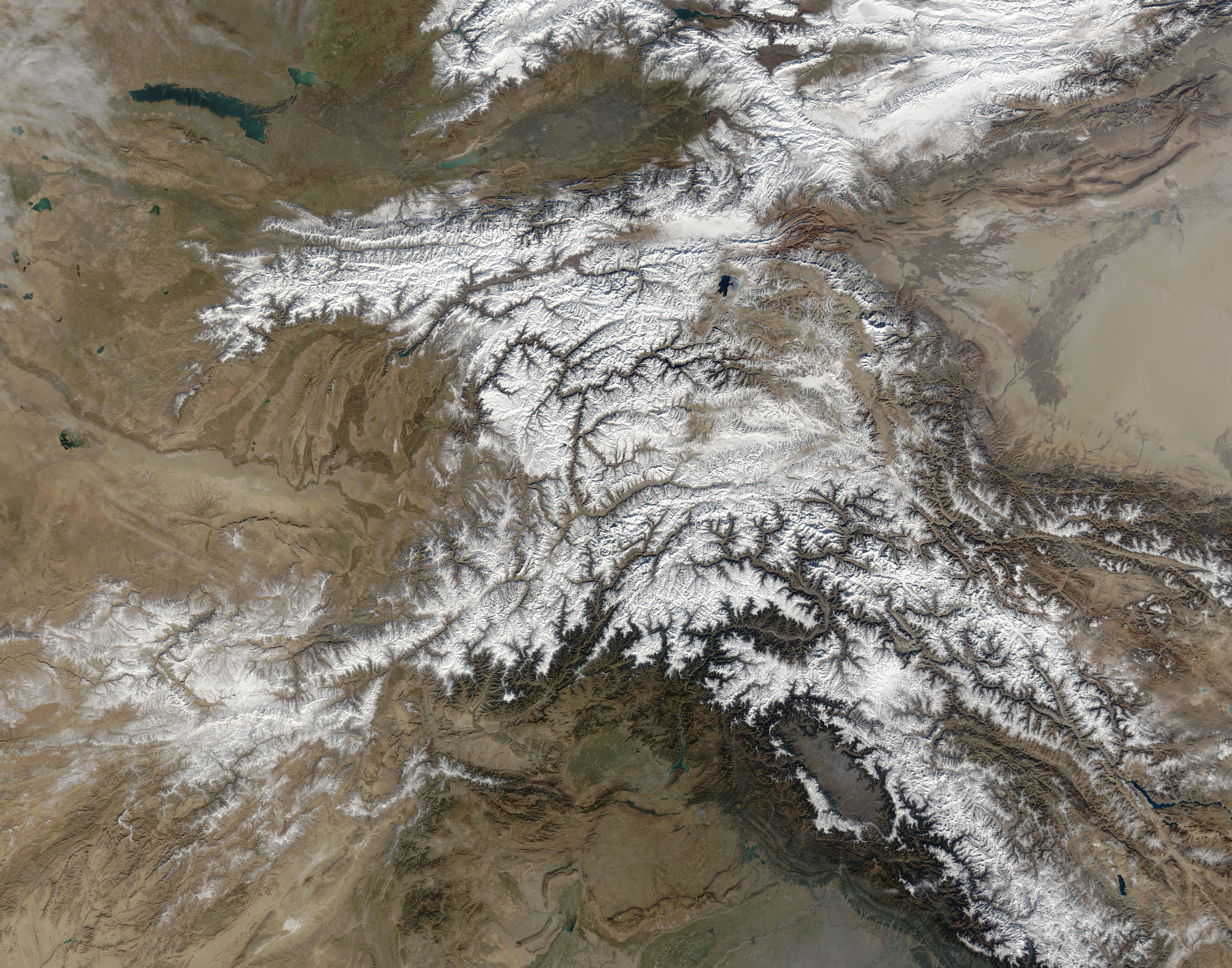
هندوکش سمت چپ از پایین به سمت مرکز این عکس ماهواره‌ای را دربرگرفته‌است.

رشته کوه هندوکش باعث شده که آبهای آسیای میانه را از آبهای که در جنوب جریان دارد، جدا کند. خط برفی آن ۵۰۰۰ متر بوده و در ارتفاع بلندتر از ۷۰۰۰ متر آن یخچالهای ضخیم موجود است. میزان بزرگی این یخچالها بیشتر از یخچالهای آلپ و قفقاز می‌باشند و با ذوب شدن آن در تابستان‌ها تمامی دریاهای شمال، شرق و مرکز افغانستان را تغذیه می‌کند.
دریاهای که از این رشته کوه سرچشمه می‌گیرند عبارتند از:
- آبهای شمالی

1. دریای کران و منجان
2. دریای کوکچه
3. دریای اشکمش
4. دریای اندراب
5. دریای خنجان
6. دریای سیغان
7. دریای کهمرد

- آبهای جنوبی

1. دریای الیشنگ
2. دریای الینگار
3. دریای کنر
4. دریای پنجشیر
5. دریای غوربند
6. دریای سالنگ

- آبهای غربی

1. دریای هلمند
2. دریای کابل

### دره‌ها
دره‌های بیشمار در دامنه این کوه به وجود آمده که معروف‌ترین آن‌ها از این قرار است: دره واخان، شغنان، منجان، جرم، درایم، کشم، ورسج، فرخار، دره اشکمش، خوست، فرنگ، سمندان، اندراب، دره باجگاه، دره خنجان، دره والیان، دره کیان، دو آب و سر اب در شمال و از طرف جنوب دره پنج، دره نور، دره کرم، دره پشال، باندول، اشپی، اسکین، پنجدره نجراب، ده هزاره، بازارک، پارَندِه، شُتُل، سالنگ، آشاوه، دره شکاری، کپچاق، دره کوشان غوربند، دره نمک آب غوربند، دره واغزر غوربند، دره لچ غوربند، دره قول خول غوربند، دره فرنجل غوربند، دره شنگریان شیخ علی، چهارده غوربند، سیغان و کهمرد.

## زمین‌شناسی
هندوکش در حدود ۹۶۶ کیلومتر به‌طور جانبی امتداد دارد و میانه شمالی - جنوبی آن حدود ۲۴۰ کیلومتر است. این رشته‌کوه از حرکت یک شبه‌قاره در منطقه‌ای از گوندوانا که در حدود ۱۶۰ میلیون سال پیش از شرق آفریقا دور شد، در دوره ژوراسیک گرفته‌است. همچنین برخورد شبه قاره هند و قاره استرالیا در ۵۵ میلیون سال پیش نیز از عوامل تشکیل این رشته کوه است. رشته‌کوه‌های هندوکش در بخشی از محدوده کوهستانی «یوروآسیا» قرار گرفته‌است که از سنگ‌های دگرگون‌شده چون سنگ لوح، سنگ مرمر و همچنین از کانی‌هایی مانند گرانیت و دیوریت از سن و اندازه متفاوت تشکیل شده‌است.مناطق شمالی این رشته کوه دارای آب‌وهوای هیمالیایی می‌باشد و یخچال‌های طبیعی بسیاری در شمال این رشته کوه وجود دارند در حالی که جنوب شرقی آن آب‌وهوای آن به آب‌وهوای موسمی تابستانی شبه‌قاره هند شباهت دارد. رشته‌کوه هندوکش، از لحاظ آتشفشانی فعال است. همچنین این رشته کوه به علت جوان بودن مستعد زلزله است.

## نگارخانه

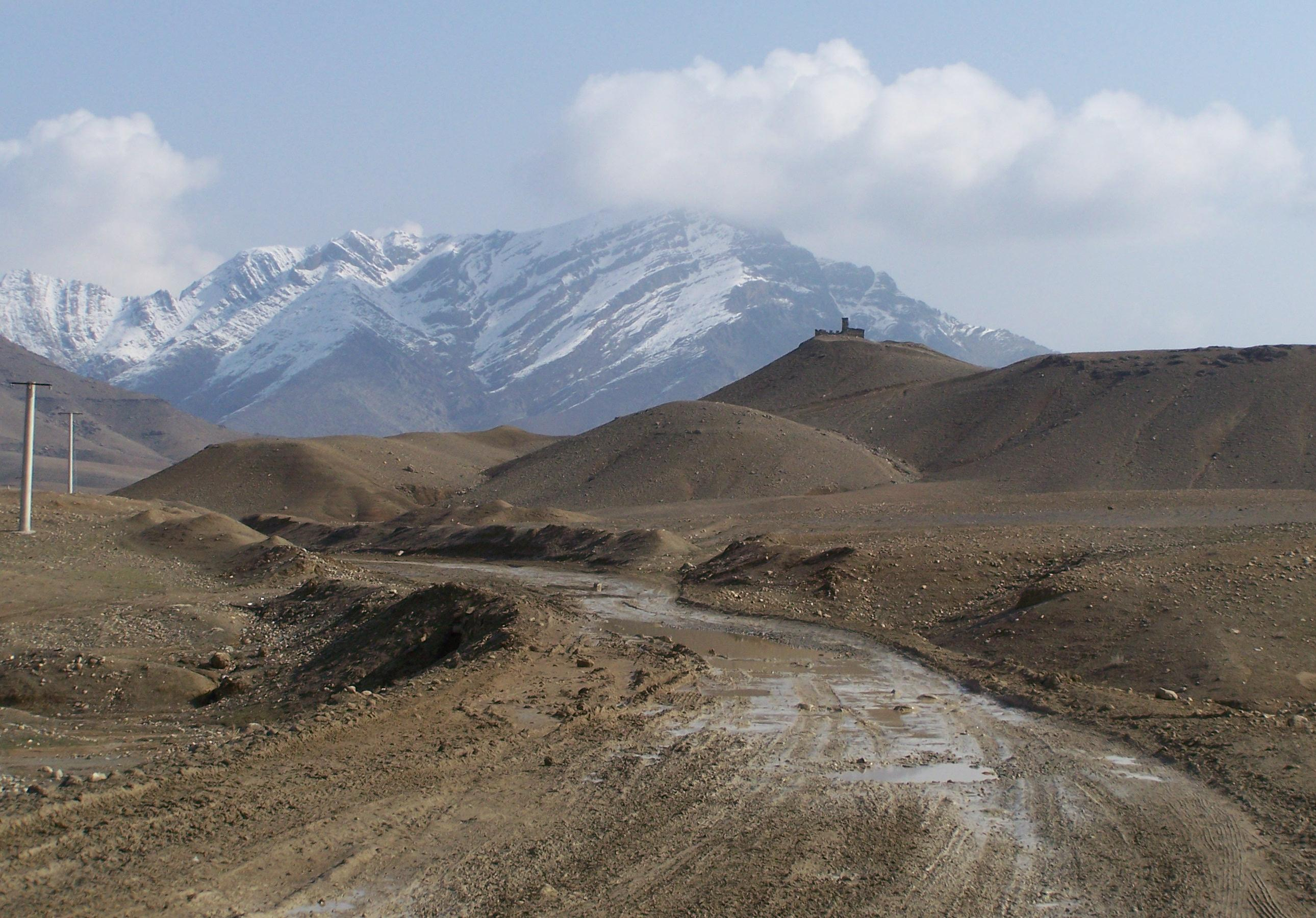
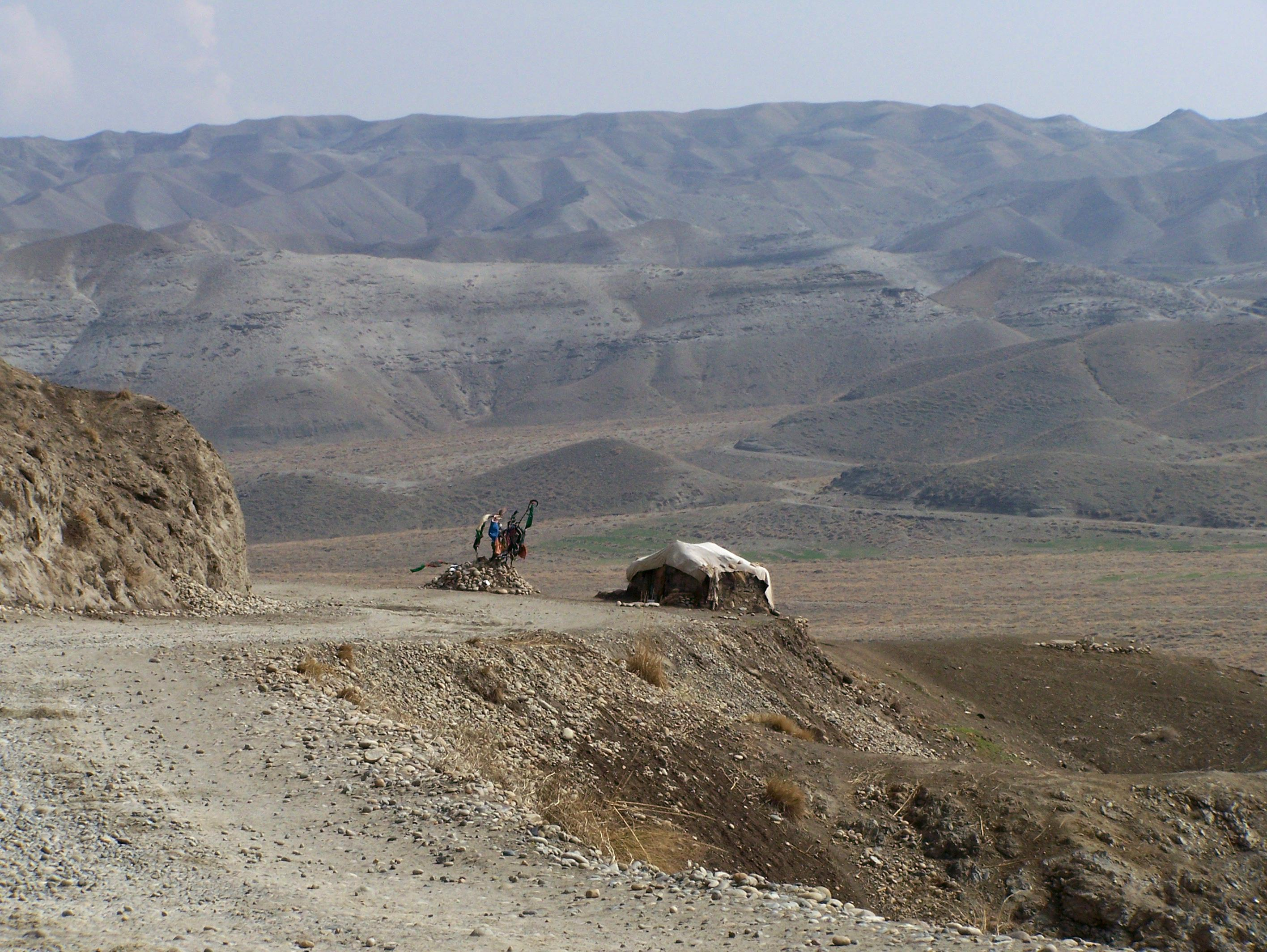
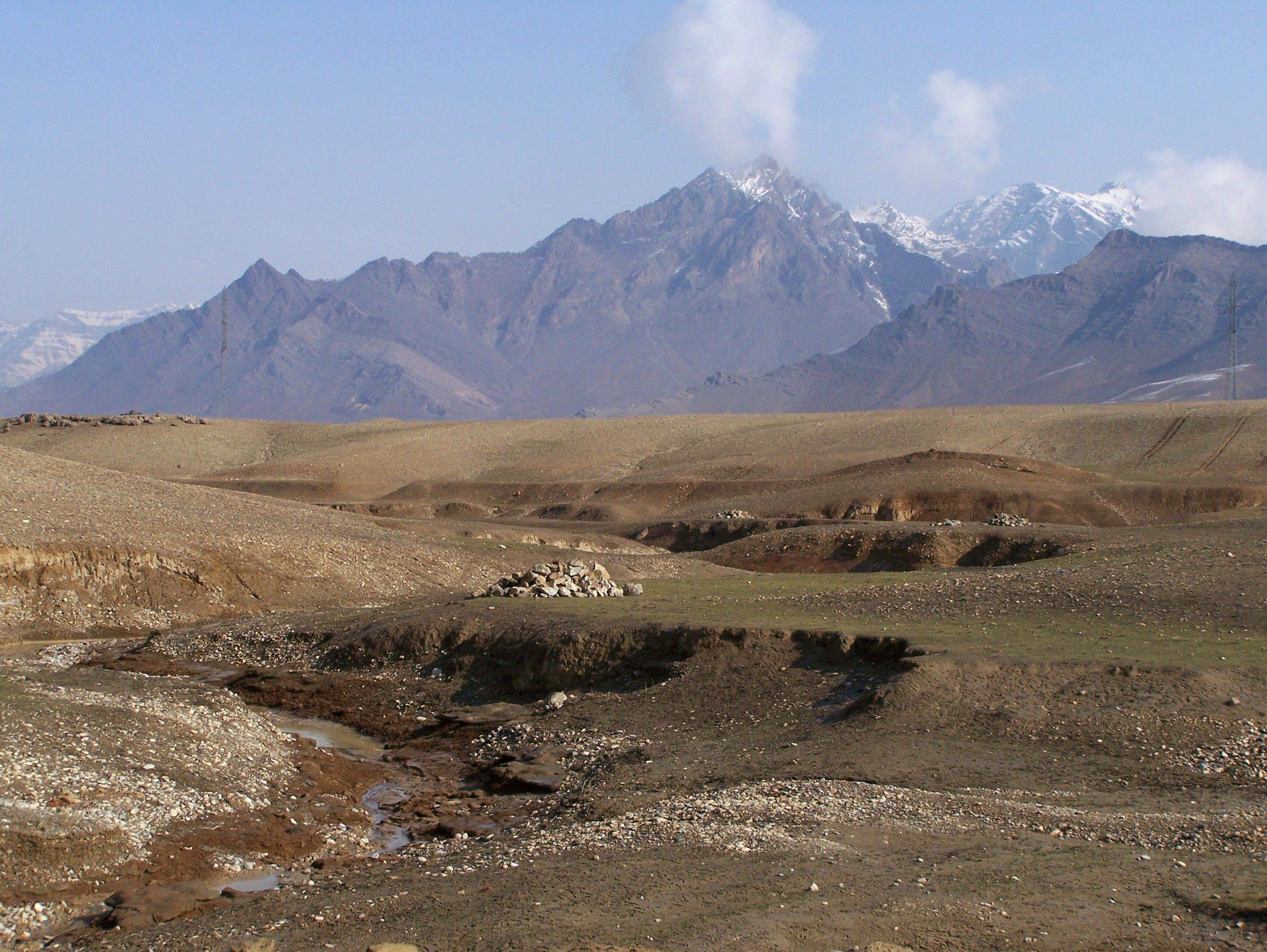
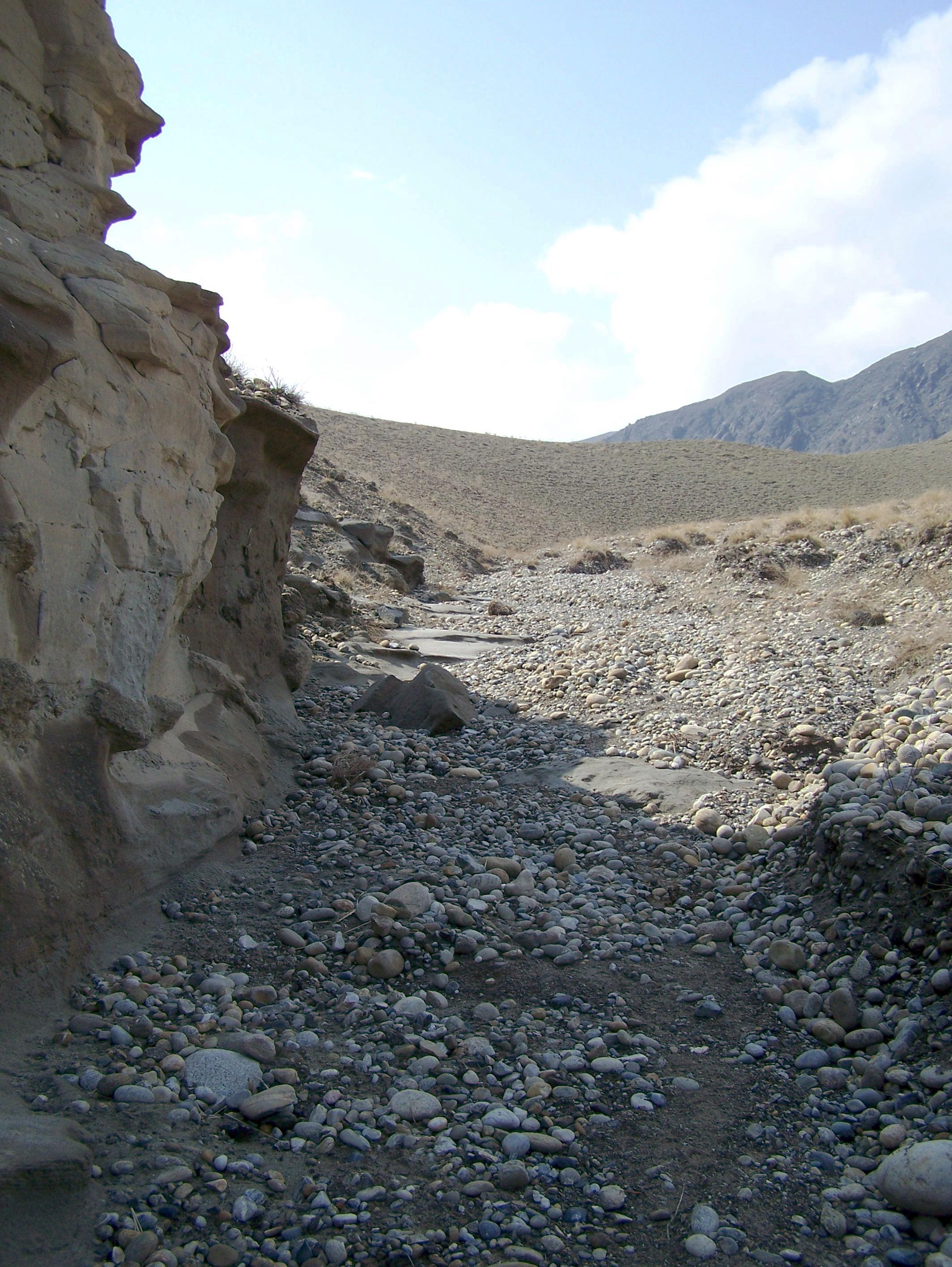

## گذرگاه‌ها

### گذرگاه‌ها (کوتل)های هندوکش شرقی
1. کوتل مراشتراک (۵۷۶۰ متر)
2. کوتل اولیان (۵۰۷۰ متر)
3. کوتل نکسان (۵۰۵۰ متر)
4. کوتل بازاک (۵۰۰۰ متر)
5. کوتل کانچین (۴۹۰۰ متر)
6. کوتل اشتپال (۴۸۸۰ متر)
7. کوتل پوشال (۴۴۵۰ متر)
8. کوتل خارزار (۴۸۰۰ متر)

### گذرگاه‌ها (کوتل)های هندوکش غربی
1. کوتل کوشان (۴۳۰۰ متر)
2. کوتل چهاردر (۴۲۳۶ متر)
3. کوتل خاواک (۳۶۰۰ متر)
4. کوتل تَل (۳۶۰۰ متر)
5. کوتل دالن سنگ (۳۵۶۰ متر)
6. کوتل سالنگ (۳۴۰۰ متر)
7. کوتل شیبر (۳۲۰۰ متر)
8. کوتل انجمن (۳۰۰۰ متر)